# Каза Готардо (Венеција)
Каза Готардо (итал. Casa Gottardo) је насеље у Италији у округу Венеција, региону Венето.
Према процени из 2011. у насељу је живело 402 становника. Насеље се налази на надморској висини од 6 м.